# Игор Денисов
Игор Денисов е руски футболист, играч на Локомотив Москва. Играе като полузащитник. Денисов е капитан на руския национален отбор, когато „Сборная“ е под ръководството на Фабио Капело

## Кариера
През голяма част от кариерата си (12 години) играе само за Зенит. Той е в редиците на „питерци“ от 2001 г. до 2013 година. Първият му мач е срещу ЦСКА Москва. Заедно с Андрей Аршавин, Александър Кержаков, Владимир Бистров и Вячеслав Малафеев, Игор е част от младата генерация на Зенит, която става основата на тима в следващите сезони.
През 2003 г. печели купата на лигата на Русия и става вицешампион на страната. През 2007 г. става шампион на Русия, а през 2008 г. печели Купата на УЕФА. Игор вкарва първия гол на Зенит във финала срещу Глазгоу Рейнджърс. Полузащитникът попада в разширения списък на „сборная“ за Евро 2008, но не е взет в състава поради конфликт с треньора Гуус Хидинк.
Играчът е върнат в националния за квалификациите за Мондиал 2010 и на 11 октомври дебютира за Русия в мач срещу Германия. Денисов изиграва цял мач. Той играе в 9 от 10-те мача от квалификационния период. В квалификациите за Евро 2012 записва 7 срещи. Денисов е наложен в националния отбор от Дик Адвокаат, който го взима на Евро 2012.
На 22 септември 2012 г. Денисов отказва да играе за клуба си в мач срещу Криля Советов в знак на протест срещу високата заплата на бразилеца Хълк и е пратен в дублиращия отбор. Скоро след това е върнат в Зенит.
През юни 2013 преминава в Анжи. Месец след като е преминал в Анжи, Игор напуска поради конфликт с капитана Самуел Ето'о. Денисов преминава като свободен агент в Динамо Москва.
Игор става основен играч на Динамо и на 9 ноември 2013 г. вкарва единствения си гол за отбора – във вратата на Криля Советов (Самара). През април 2015 г. Денисов е отстранен от състава поради скандал с треньора Станислав Черчесов, възникнал заради решението на треньора да остави извън състава халфа Артур Юсупов. По други данни, разногласията са възникнали поради налагането на Борис Ротенберг в състава. След като Черчесов напуска тима, Денисов е върнат в Динамо.
През ноември 2015 г. полузащитникът отново е отстранен от първия състав, след като клубният лекар не освобождава Денисов от тренировки. През сезон 2015/16 изиграва 23 мача за Динамо, но синьо-белите изпадат от Премиер лигата. През май 2016 г. е повикан от треньора Леонид Слуцкий в националния отбор на Русия за Евро 2016. Броени дни преди турнира, Игор получава контузия в приятелски мач срещу Сърбия и пропуска шампионата.
На 31 август 2016 г. преминава под наем в Локомотив Москва.